# Mohammed Ghazi
 (octobre 2012).
Pour les articles homonymes, voir Ghazi.
Mohammed Ghazi, ou Mollah Khazi (en russe : Кази-Мулла) né en 1795, mort en 1832, est un Avar caucasien, ouléma et ascète, premier imam du Daghestan (1829-1832), avant son ami Chamil. Il a promu la purification spirituelle de chaque musulman, une stricte charia, et prôné la guerre sainte contre l'Empire russe envahissant le Caucase. C'était un des premiers adeptes et diffuseur du mouridisme caucasien, mouvement de l'islam proche du soufisme et utilisés par les imams pour exalter le sentiment national-religieux anti-russe dans le Caucase.

## Biographie

### Jeunesse
Élevé au Daghestan en compagnie de son ami de jeunesse Chamil, ils étudient tous deux le Coran à Yaraghal, un centre d'enseignement soufi. Tous deux désapprouvent la faible religiosité des tribus montagnardes du Caucase, qui pratiquent un mélange des lois islamiques et d'adat (traditions locales). Leur mentor est le mollah Mohammed Yaraghi, érudit soufi qui les prendra comme alem (disciples).
Ghazi pense que la guerre sainte contre les Russes qui veulent contrôler la région ne peut commencer que si les tribus caucasiennes se mettent à suivre la loi islamique à la lettre. En 1829, il commence à prêcher une stricte obéissance à la charia, le zakât (charité fraternelle), la prière cinq fois par jour et le hajj (pèlerinage à La Mecque), ajoutant que tout cela n'aura de valeur selon le jugement d'Allah que si les Russes sont chassés de la région. Reliant toujours davantage religion et politique, il dira même que les mariages seront invalides et les enfants seront des bâtards tant qu'un seul Russe restera dans le Caucase.
Il devient un des prêcheurs les plus écoutés, connu dans tout le Caucase. Tous ne partagent pas ses positions, mais sa mémorisation de plus de 400 hadiths lui permet de sortit vainqueur de tous les débats avec n'importe quel autre prêcheur. Comme sa réputation augmente, il est invité par de nombreux khanats ou royaumes, aussi bien favorables qu'hostiles au tsar. En signe d'humilité et d'ascétisme, il refuse d'aller à cheval, mais seulement à pied.

### Guerre sainte
Cette même année, il devient imam de Guimry, où il a auparavant lancé son appel au djihad anti-russe. Il demande que tout alcool soit publiquement déversé au sol. En 1830, avec Chamil, ils échouent à prendre Khounzakh, la capitale du khanat musulman modéré des Avars daghestanais. Après cet échec, Chamil le convainc d'attendre que toutes les tribus soient unies sous la loi coranique. En 1831, après quelques mois de répit, il attaque le nord du Daghestan et remporte des succès. Sa tactique de guérilla prend au dépourvu les Russes mal préparés et en 1832, il parvient à menacer la grande ville fortifiée de Vladikavkaz (actuelle Ossétie du nord), même si les Russes repoussent ses attaques. Lorsqu'ils contre-attaquent et prennent l'aoul de Guimry, ils auraient, d'après la légende locale, trouvé Ghazi « mort, assis, les jambes croisées sur son tapis de prière, une main sur sa barbe et l'autre pointée vers le ciel ». Les Russes portent sa dépouille à Tarkou et la confient au Khan qui leur est loyal. Il est exposé en place publique pendant quelques jours, avant d'être enterré dans les collines environnantes.
Son successeur comme imam du Daghestan fut Gamzat-bek.